# Helter Skelter (Buch)
Helter Skelter – Der Mordrausch des Charles Manson (Alternativtitel: Helter Skelter – Die wahre Geschichte des Serienmörders Charles Manson, Originaltitel: Helter Skelter – The True Story of The Manson Murders) ist ein Buch von Vincent Bugliosi und Curt Gentry, das erstmals 1974 von W. W. Norton & Company veröffentlicht wurde.

## Handlung und Herkunft des Titels
Bugliosi vertrat von Juni 1970 bis Januar 1971 die Anklage gegen Charles Manson und Mitglieder der Manson Family im Tate-LaBianca-Mordprozess und schildert in dem Buch aus erster Hand die Ermittlungen, die Verhaftungen, den Prozess und die Verurteilung der Angeklagten.
Der Titel des mehr als 700 Seiten umfassenden Buchs bezieht sich auf den von Manson prophezeiten apokalyptischen Rassenkrieg, den er als Helter Skelter (nach dem gleichnamigen Lied der Beatles) bezeichnete.

## Rezeption
Mit mehr als sieben Millionen verkauften Exemplaren gilt das Werk als weltweit erfolgreichstes Buch des True-Crime-Genres. Der Spiegel brachte Ende 1974 eine Kurzfassung als vierteilige Serie. Das Buch wurde 1975 mit dem Edgar Allan Poe Award (Bestes Sachbuch – Best Fact Crime) ausgezeichnet und diente als Vorlage für die Spielfilme Helter Skelter – Die Nacht der langen Messer aus dem Jahr 1976 und Helter Skelter von 2004.

## Ausgaben
- Vincent Bugliosi, Curt Gentry: Helter Skelter. Die wahre Geschichte des Serienmörders Charles Manson. Aus dem Englischen von Anke und Eberhard Kreutzer. riva Verlag, München 2017, ISBN 978-3-7423-0249-6 (deutschsprachige Ausgabe); zuvor als Helter skelter. Der Mordrausch des Charles Manson. Eine Chronik des Grauens, riva Verlag, München 2010.
- Vincent Bugliosi, Curt Gentry: Helter Skelter. The True Story of the Manson Murders. W. W. Norton & Company, New York, NY 2001, ISBN 978-0-393-32223-1 (englischsprachiges Original).